# Cerro Guirocoba
Cerro Guirocoba är ett berg i Mexiko.   Det ligger i kommunen Choix och delstaten Sinaloa, i den nordvästra delen av landet, 1 300 km nordväst om huvudstaden Mexico City. Toppen på Cerro Guirocoba är 719 meter över havet, eller 93 meter över den omgivande terrängen. Bredden vid basen är 0,41 kilometer.
Terrängen runt Cerro Guirocoba är kuperad åt sydost, men åt nordväst är den bergig. Runt Cerro Guirocoba är det mycket glesbefolkat, med 7 invånare per kvadratkilometer. Närmaste större samhälle är Nuevo Techobampo, 15,0 km söder om Cerro Guirocoba. I omgivningarna runt Cerro Guirocoba växer i huvudsak lövfällande lövskog.